# Caridad (Honduras)
Caridad es un municipio del departamento de Valle en la República de Honduras.

## Toponimia
Su nombre es en honor a la Virgen de la Caridad, figura de la iglesia católica.

## Límites

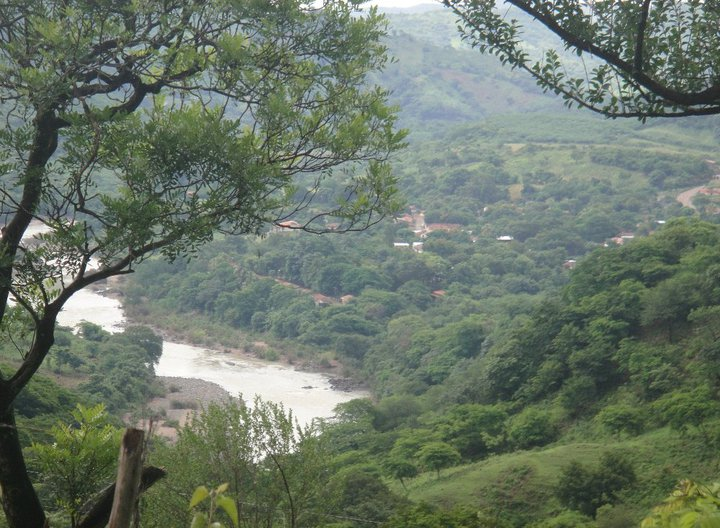
Vista del pueblo de Caridad, desde la calle interurbana que lleva a él.

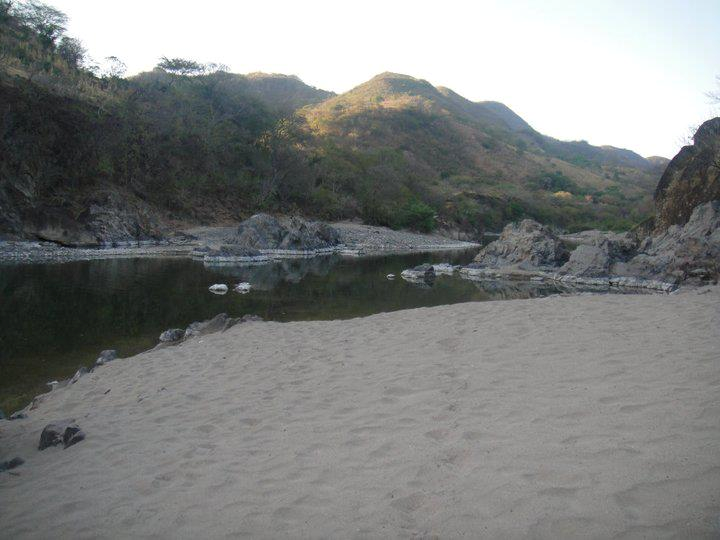
Río Goascorán en su sección "La Estrechura" que cruza frente al pueblo de Caridad

| Orientación | Límite                              |
| ----------- | ----------------------------------- |
| Norte       | Municipio de San Antonio del Norte, |
|             | Municipio de Lauterique,            |
| Sur         | Municipio de Aramecina,             |
| Este        | Municipio de Curarén,               |
| Oeste       | República de El Salvador            |

## Historia
Al principio era la Hacienda La Caridad y así figura en el recuento de población de 1801 de la Tenencia de Nacaome, esa hacienda era propiedad de una familia Maldonado de origen guatemalteco, quien pidió se convirtiera en terreno ejidal.
En la primera División Política Territorial de 1825 era parte de Comayagua,
en 1869 parte del Departamento de La Paz y en 1893 formó el Departamento de Valle.

## División Política
Aldeas: 5 (2013)
Caseríos: 40 (2013)
| Código | Aldea          |
| ------ | -------------- |
| 170501 | Caridad        |
| 170502 | Hondable N.º 1 |
| 170503 | La Esperanza   |
| 170504 | Las Delicias   |
| 170505 | San Antonio    |